# Wilgis
Wilgis, auch Willigis, Wilgisl, Wilgils, Hilgis, Uilgislo de Ripon oder Vulgisus, war ein Einsiedler im 7. Jahrhundert in Northumbrien.

## Leben
Wilgis und seine Frau Mena (auch Menna) waren die Eltern des heiligen Willibrord. Beide entstammten „ansehnlichen angelsächsischen Familien und waren allgemein hochgeschätzt“.
Später zog Wilgis sich als Einsiedler in eine Zelle an die Mündung des Flusses Humber im Nordosten Englands zurück. Auf einem Grundstück, das ihm der König von Northumbrien gab, baute er ein Kloster.
Es wird angenommen, dass Wilgis’ Frau und Mutter von Willibrord schon früh starb. Willibrord lebte von ca. 657/658 bis 739. Schon als „Knaben“ gaben ihn die Eltern zur Erziehung in das Benediktinerkloster in Ripon. Zu der Zeit war Wilfrid von York der Abt des Klosters.
Wilgis starb eines natürlichen Todes. Seine sterblichen Überreste wurden in das von seinem Sohn gegründete Kloster Echternach im heutigen Luxemburg übertragen.

## Ehrungen
Wilgis wird in der römisch-katholischen Kirche als Heiliger verehrt, sein Gedenktag ist der 31. Januar.